# Långsjön (Knäreds socken, Halland)
Långsjön är en sjö i Laholms kommun i Halland och ingår i Lagans huvudavrinningsområde. Sjön har en area på 0,113 kvadratkilometer och ligger 82,6 meter över havet.

## Delavrinningsområde
Långsjön ingår i det delavrinningsområde (626634-134264) som SMHI kallar för Inloppet i Storesjö. Medelhöjden är 101 meter över havet och ytan är 32,91 kvadratkilometer. Det finns inga avrinningsområden uppströms utan avrinningsområdet är högsta punkten. Hultån som avvattnar avrinningsområdet har biflödesordning 2, vilket innebär att vattnet flödar genom totalt 2 vattendrag innan det når havet efter 27 kilometer. Avrinningsområdet består mestadels av skog (60 %), jordbruk (12 %) och sankmarker (18 %). Avrinningsområdet har 0,53 kvadratkilometer vattenytor vilket ger det en sjöprocent på 1,6 %.